# Kirikane

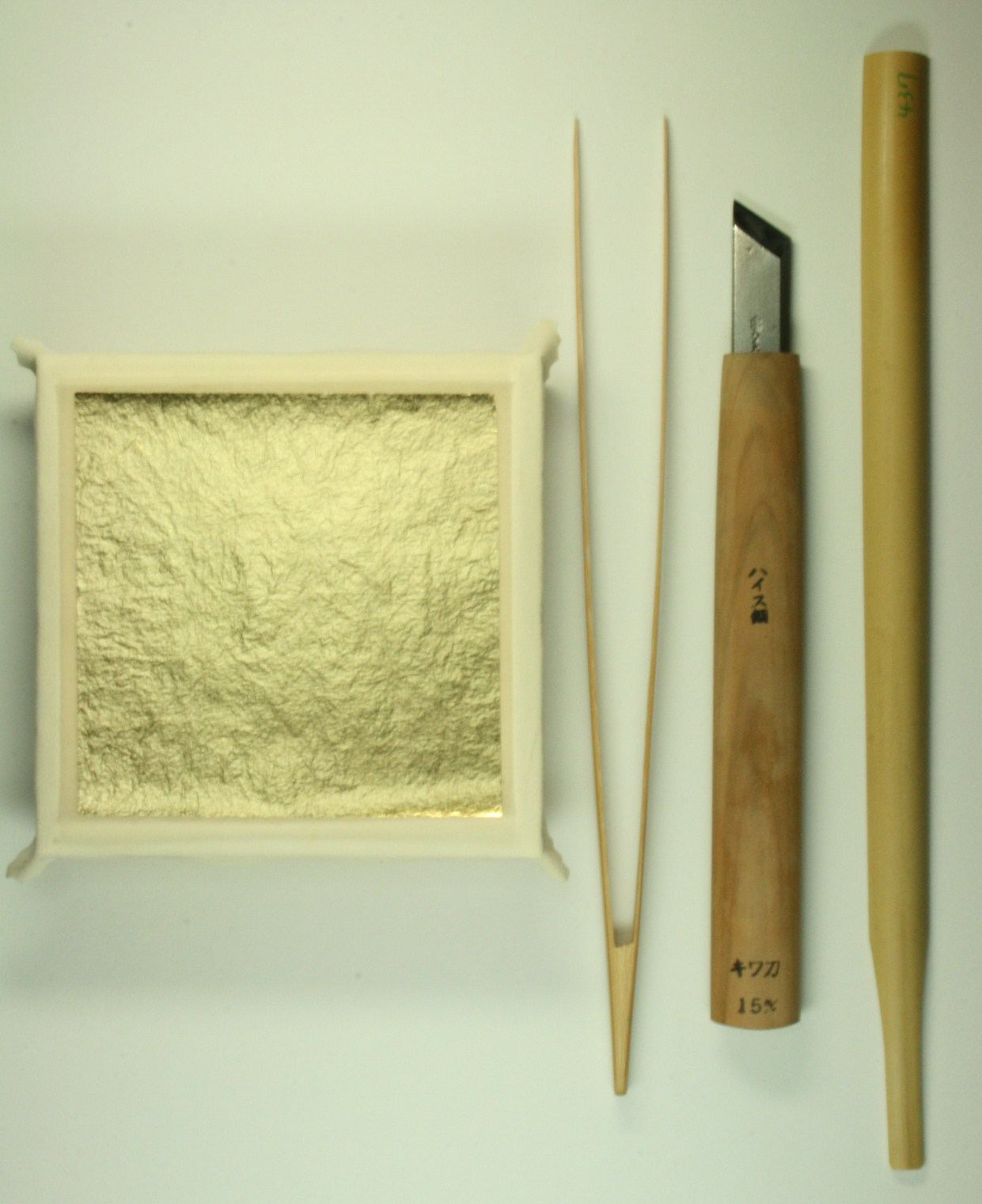
Outils traditionnels du kirikane.

Kirikane (截金, littéralement « couper le métal ») est une technique d'art décoratif japonaise utilisée traditionnellement sur des peintures et statues bouddhiques. À l'aide d'outils spécifiques, des feuilles de métaux précieux sont ouvragées puis collées sur l'œuvre à décorer.

## Histoire
Le kirikane a été importé de Chine pendant la dynastie Tang (618-907). Le plus ancien exemple est Tamamushi no zushi au temple Hōryū-ji. Cette technique artistique a prospéré principalement au XIe siècle et a continué jusqu'au XIIIe ou XIVe siècle. Après cela, le kirikane a presque disparu, en raison du déclin général de l'art bouddhiste.
De nos jours, l'art du kirikane s'est extrait de son carcan bouddhique et s'est diffusé, plus largement, dans l'artisanat japonais.

## Technique
Deux morceaux de feuille (or, argent ou platine) sont chauffés sur un feu recouvert de cendres et collés ensemble. Un collage supplémentaire est ensuite effectué en superposition pour ajouter de l'épaisseur et consolider le dépôt.
La feuille collée est ensuite coupée avec un couteau en bambou sur une table recouverte de peau de cerf. Elle est alors apposée avec de la colle (colle d'algue, colle funori et peau, nikawa) sur l'objet à décorer.